# Jérôme Peeters
Jérôme Peeters (3 juli 1991) is een Belgisch padeller.

## Levensloop
Op het WK van 2022 te Dubai bereikte hij met het Belgisch team de kwartfinale. Eerder dat jaar werd hij samen met Clément Geens Belgisch kampioen.